# ستيفن تومسون
ستيفن راندال تومسون (بالإنجليزية: Stephen Thompson؛ 11 فبراير 1983) هو مُقاتل فنون قتالية مختلطة أمريكي محترف وملاكم كيك بوكسينغ محترف سابق. يُنافس تومسون حاليًا في فئة وزن الوسط في يو إف سي. بصفته مُقاتل كيك بوكسينغ كامل التلامس، لم يُهزم تومسون في 37 نزال للهواة و20 نزال احترافي. يُعتبر تومسون أحد أكثر المقاتلين الهجوميين إنجازًا في يو إف سي. اعتبارًا من 10 ديسمبر 2024، أصبح رقم 11 في تصنيفات يو إف سي لوزن الوسط.
يُعرف تومسون بسلوكه المهذب، وغالبًا ما يذكره المقاتلون الآخرون باعتباره أحد أكثر المقاتلين احترامًا في يو إف سي.

## نشأته
وُلِد تومسون في الحادي عشر من فبراير عام 1983 في سيمبسونفيل بولاية كارولاينا الجنوبية. لديه أختان وشقيقان. بدأ تومسون التدريب في سن الثالثة، تحت إشراف والده، راي تومسون، لاعب كيك بوكسينغ محترف سابق ومالك مدرسة أب ستيت كاراتيه للكاراتيه في سيمبسونفيل بولاية كارولاينا الجنوبية.

## مسيرته في فنون القتال المختلطة

### بداية مسيرته في رياضة الكيك بوكسينغ
والد تومسون، راي، هو مدربه ومديره.

### يو إف سي

#### 2024
ومن المقرر أن يواجه تومسون خواكين باكلي في 5 أكتوبر 2024 في يو إف سي 307.

## حياته الشخصية
أخت تومسون متزوجة من كارلوس ماتشادو وشقيق تومسون، توني، متزوج من أخت كريس ويدمان.
في عام 2017، وقع عقدًا مع وكالة عرض الأزياء العالمية أي ام جي.

## مسيرته في الترفيه
في عام 2022، ظهر تومسون لأول مرة كممثل في دور سينسي موروزوف في حلقتين من الموسم الخامس من مسلسل كوبرا كاي على نتفليكس.

## البطولات والإنجازات

### فنون القتال المختلطة
- يو إف سي
  - قتال الليلة (ثلاث مرات) ضد تايرون وودلي، فنسنت لوك وكيفن هولاند[22][23][24]
  - أفضل ضربة قاضية في الليلة (مرة واحدة) ضد دان ستيتجن[25]
  - أداء الليلة (أربع مرات) ضد روبرت ويتيكر، جيك إلينبيرغر، جوني هيندريكس، وجيف نيل (مقاتل)[26][27][28][29]
  - بالشراكة مع (فنسنت لوك) ثالث أكثر المكافآت بعد القتال في تاريخ فئة وزن الوسط في تاريخ يو إف سي (8)[30]
- إم إم إيه جونكي
  - قتال شهر ديسمبر 2022 ضد كيفن هولاند[31]

## سجل فنون القتال المختلطة
| السجل المهني |        |         |
| 25 نزال      | 17 فوز | 7 خسارة |
| ضربة قاضية   | 8      | 1       |
| إخضاع        | 1      | 1       |
| قرار القضاة  | 8      | 5       |
| تعادل        | 1      | 1       |

| النتيجة | السجل  | الخصم          | الطريقة                               | الحدث                                                  | التاريخ        | الجولة | الوقت | المكان                                        | الملاحظات                                         |
| ------- | ------ | -------------- | ------------------------------------- | ------------------------------------------------------ | -------------- | ------ | ----- | --------------------------------------------- | ------------------------------------------------- |
| خسر     | 17–7–1 | شوكت رحمانوف   | إخضاع (خنق خلفي عاري)                 | يو إف سي 296                                           | 16 ديسمبر 2023 | 2      | 4:56  | لاس فيغاس، نيفادا، الولايات المتحدة           |                                                   |
| فاز     | 17–6–1 | كيفن هولاند    | ضربة فنية قاضية (إيقاف الزاوية)       | يو إف سي على إي إس بي إن: تومسون ضد هولاند             | 3 ديسمبر 2022  | 4      | 5:00  | أورلاندو، فلوريدا، الولايات المتحدة           | قتال الليلة.                                      |
| خسر     | 16–6–1 | بلال محمد      | قرار القضاة (بالإجماع)                | يو إف سي ليلة القتال: لويس ضد داوكوس                   | 18 ديسمبر 2021 | 3      | 5:00  | لاس فيغاس، نيفادا، الولايات المتحدة           |                                                   |
| خسر     | 16–5–1 | غيلبرت بورنس   | قرار القضاة (بالإجماع)                | يو إف سي 264                                           | 10 يوليو 2021  | 3      | 5:00  | لاس فيغاس، نيفادا، الولايات المتحدة           |                                                   |
| فاز     | 16–4–1 | جيف نيل        | قرار القضاة (بالإجماع)                | يو إف سي ليلة القتال: تومسون ضد نيل                    | 19 ديسمبر 2020 | 5      | 5:00  | لاس فيغاس، نيفادا، الولايات المتحدة           | أداء الليلة.                                      |
| فاز     | 15–4–1 | فنسنت لوك      | قرار القضاة (بالإجماع)                | يو إف سي 244                                           | 2 نوفمبر 2019  | 3      | 5:00  | مدينة نيويورك، نيويورك، الولايات المتحدة      | قتال الليلة.                                      |
| خسر     | 14–4–1 | أنتوني بيتيس   | ضربة قاضية (باللكمات)                 | يو إف سي ليلة القتال: تومسون ضد بيتيس                  | 23 مارس 2019   | 2      | 4:55  | ناشفيل، تينيسي، الولايات المتحدة              |                                                   |
| خسر     | 14–3–1 | دارين تيل      | قرار القضاة (بالإجماع)                | يو إف سي ليلة القتال: طومسون ضد تيل                    | 27 مايو 2018   | 5      | 5:00  | ليفربول، إنجلترا                              | نزال وزن غير محدد (174.5 رطل)؛ أخفق تيل في الوزن. |
| فاز     | 14–2–1 | خورخي ماسفيدال | قرار القضاة (بالإجماع)                | يو إف سي 217                                           | 4 نوفمبر 2017  | 3      | 5:00  | مدينة نيويورك، نيويورك، الولايات المتحدة      |                                                   |
| خسر     | 13–2–1 | تايرون وودلي   | قرار القضاة (بالأغلبية)               | يو إف سي 209                                           | 4 مارس 2017    | 5      | 5:00  | لاس فيغاس، نيفادا، الولايات المتحدة           | على لقب بطولة يو إف سي لوزن الوسط.                |
| تعادل   | 13–1–1 | تايرون وودلي   | تعادل (بالأغلبية)                     | يو إف سي 205                                           | 12 نوفمبر 2016 | 5      | 5:00  | مدينة نيويورك، نيويورك، الولايات المتحدة      | على لقب بطولة يو إف سي لوزن الوسط. قتال الليلة.   |
| فاز     | 13–1   | روري ماكدونالد | قرار القضاة (بالإجماع)                | يو إف سي ليلة القتال: ماكدونالد ضد تومسون              | 18 يونيو 2016  | 5      | 5:00  | أوتاوا، أونتاريو، كندا                        |                                                   |
| فاز     | 12–1   | جوني هيندريكس  | ضربة فنية قاضية (باللكمات)            | يو إف سي ليلة القتال: هيندريكس ضد تومسون               | 6 فبراير 2016  | 1      | 3:31  | لاس فيغاس، نيفادا، الولايات المتحدة           | أداء الليلة.                                      |
| فاز     | 11–1   | جيك إلينبيرغر  | ضربة قاضية (ركلة العجلة الدوارة)      | المقاتل النهائي: نهائي أفضل فريق أمريكي ضد بلاكزيليانز | 12 يوليو 2015  | 1      | 4:29  | لاس فيغاس، نيفادا، الولايات المتحدة           | أداء الليلة.                                      |
| فاز     | 10–1   | باتريك كوتيه   | قرار القضاة (بالإجماع)                | يو إف سي 178                                           | 27 سبتمبر 2014 | 3      | 5:00  | لاس فيغاس، نيفادا، الولايات المتحدة           |                                                   |
| فاز     | 9–1    | روبرت ويتيكر   | ضربة فنية قاضية (باللكمات)            | يو إف سي 170                                           | 22 فبراير 2014 | 1      | 3:43  | لاس فيغاس، نيفادا، الولايات المتحدة           | أداء الليلة.                                      |
| فاز     | 8–1    | كريس كليمنتس   | ضربة فنية قاضية (باللكمات)            | يو إف سي 165                                           | 21 سبتمبر 2013 | 2      | 1:27  | تورونتو، أونتاريو، كندا                       |                                                   |
| فاز     | 7–1    | ناه شون بوريل  | قرار القضاة (بالإجماع)                | يو إف سي 160                                           | 25 مايو 2013   | 3      | 5:00  | لاس فيغاس، نيفادا، الولايات المتحدة           |                                                   |
| خسر     | 6–1    | مات_براون      | قرار القضاة (بالإجماع)                | يو إف سي 145                                           | 21 أبريل 2012  | 3      | 5:00  | أتلانتا، جورجيا، الولايات المتحدة             |                                                   |
| فاز     | 6–0    | دان ستيتجن     | ضربة قاضية (ركلة رأس)                 | يو إف سي 143                                           | 4 فبراير 2012  | 1      | 4:13  | لاس فيغاس، نيفادا، الولايات المتحدة           | أفضل ضربة قاضية لليلة.                            |
| فاز     | 5–0    | باتريك مانديو  | قرار القضاة (بالإجماع)                | حفلة قتال: حفلة قتال تنكرية                            | 1 أكتوبر 2011  | 3      | 5:00  | أتلانتا، جورجيا، الولايات المتحدة             |                                                   |
| فاز     | 4–0    | وليام كون      | قرار القضاة (بالإجماع)                | الفوضى المتطرفة 2                                      | 15 يوليو 2011  | 3      | 5:00  | أندرسون، كارولينا الجنوبية، الولايات المتحدة  |                                                   |
| فاز     | 3–0    | ماركيز ووريل   | إخضاع (خنق خلفي عاري)                 | حفلة قتال: قتال كاجي جرينفيل 2                         | 18 سبتمبر 2010 | 2      | 3:08  | جرينفيل، كارولاينا الجنوبية، الولايات المتحدة |                                                   |
| فاز     | 2–0    | دانييل فينز    | ضربة فنية قاضية (باللكمات)            | حفلة قتال: قتال القفص المتطرف 2                        | 22 مايو 2010   | 1      | 3:45  | جرينفيل، كارولاينا الجنوبية، الولايات المتحدة |                                                   |
| فاز     | 1–0    | جيريمي جولز    | ضربة فنية قاضية (ركلة الرأس واللكمات) | حفلة قتال: قتال كاجي في جرينفيل                        | 5 فبراير 2010  | 2      | 3:40  | جرينفيل، كارولاينا الجنوبية، الولايات المتحدة |                                                   |

## نزالات الدفع مقابل المشاهدة
| #  | الحدث        | القتال            | التاريخ    | المكان          | المدينة                            | المبلغ  |
| -- | ------------ | ----------------- | ---------- | --------------- | ---------------------------------- | ------- |
| 1. | يو إف سي 209 | وودلي ضد تومسون 2 | 4 مارس2017 | تي موبايل أرينا | بارادايس، نيفادا، الولايات المتحدة | 300،000 |

## وصلات خارجية
- ستيفن تومسون على موقع يو إف سي (الإنجليزية)
- ستيفن تومسون على موقع شيردوغ (الإنجليزية)
- ستيفن تومسون على موقع Tapology.com (الإنجليزية)
- ستيفن تومسون على موقع فايت ماتريكس (الإنجليزية)
- ستيفن تومسون على موقع IMDb (الإنجليزية)
- ستيفن تومسون على موقع قاعدة بيانات الفيلم (الإنجليزية)